# Plectogona bonzanoi
Plectogona bonzanoi är en mångfotingart som först beskrevs av Pius Strasser 1975.  Plectogona bonzanoi ingår i släktet Plectogona och familjen knöldubbelfotingar. Inga underarter finns listade i Catalogue of Life.